# Operazione Tractable
L'operazione Tractable rappresenta la parte finale dell'offensiva canadese-polacca per raggiungere la posizione concordata durante la battaglia di Normandia. Il suo scopo era di conquistare la città di Falaise, considerata strategicamente importante e, successivamente, le città di Trun e Chambois. L'operazione fu condotta dalla 1ª Armata canadese contro il Gruppo B dell'Armata tedesca e rappresentò parte del più ampio aggiramento del fronte dell'Ovest nella seconda guerra mondiale. Nonostante un lento avanzare dell'offensiva che non produsse grandi conquiste a nord di Falaise, il 19 agosto 1944, alcune tattiche innovative del generale Stanisław Maczek, al comando della 1 Dywizja Pancerna ("1ª Divisione corazzata polacca") che si dirigeva verso Chambois, consentirono di assediare parzialmente Falaise, intrappolando circa 300 000 soldati tedeschi nella cosiddetta Sacca di Falaise.
Sebbene l'imbuto di Falaise si fosse ristretto a poche centinaia di metri, un continuo ingaggio di scontri a fuoco tra la 1ª Divisione corazzata polacca e il 2° Panzer-Korps-SS impedirono che l'accerchiamento fosse completamente chiuso, consentendo a migliaia di soldati tedeschi di fuggire dalla Normandia. Durante i due giorni di continui combattimenti, le forze polacche utilizzarono un fuoco di sbarramento di artiglieria per annullare tutti i contrattacchi delle divisioni tedesche. Il 21 agosto 1944 le truppe della 1ª Armata canadese rilevarono i soldati polacchi, e furono in grado di chiudere la "Sacca di Falaise" catturando quello che rimaneva della 7ª Armata tedesca.

## Conseguenze
Dalla sera del 21 agosto, la maggior parte delle truppe tedesche rimaste intrappolate nella "Sacca di Falaise", iniziarono ad arrendersi. Quasi tutte le formazioni tedesche, che avevano causato ingenti perdite alla 1ª Armata canadese durante la battaglia di Normandia, erano state distrutte. Due divisioni Panzer - la Panzer Lehr e la 9ª SS - esistevano solo sulla carta. La formidabile 12ª divisione Panzer SS aveva perso il 94% della sua forza e il 70% dei carri era andato distrutto: composta da 20 000 uomini e 150 carri prima della campagna, non rimaneva che con 300 soldati e 10 carri. Alcune formazioni tentarono di fuggire verso est attraversando il fiume Senna e abbandonando gli equipaggiamenti. Si stima in 50 000 il numero dei soldati tedeschi catturati nella "Sacca di Falaise", anche se alcune stime indicano in 200 000 il numero totale delle perdite tedesche nella "Sacca".

## Perdite
A causa della rapidità delle varie offensive nel mese di agosto, non è possibile avere una stima esatta delle perdite canadesi durante l'operazione Tractable; tuttavia si può ipotizzare che la somma dei morti canadesi nell'operazione Totalize e Tractable sia all'incirca di 5 500 unità.
Anche l'esatto numero dei caduti tedeschi è incerto; però un'ipotesi attendibile dei morti tedeschi la si può avere inserendo nelle statistiche anche il "Sacco di Falaise". Le conseguenze di quest'ultima battaglia furono l'annientamento della Settima armata tedesca che, con 50 000-200 000 uomini, 200 carri, 1 000 cannoni e circa altri 5 000 veicoli, era stata circondata. Solo nei combattimenti intorno alla Collina 262, le perdite tedesche riscontrarono 2 000 morti, oltre 5 000 prigionieri con la distruzione di 55 carri e 44 cannoni.